# Апјето
Апјето (фр. Appietto) је насељено место у Француској у региону Корзика, у департману Јужна Корзика.
По подацима из 2011. године у општини је живело 1615 становника, а густина насељености је износила 46,93 становника/km².

## Демографија
| 1962. | 1968. | 1975. | 1982. | 1990. | 2011. |
| ----- | ----- | ----- | ----- | ----- | ----- |
| 322   | 319   | 324   | 623   | 857   | 1.615 |